# Rik Elstgeest
Rik Elstgeest (Roelofarendsveen, 18 september 1979), ook bekend onder de artiestennaam Eckhardt, is een Nederlandse zanger, singer-songwriter, drummer, theatermaker en acteur.

## Biografie
Rik Elstgeest werd geboren in Roelofarendsveen, waar hij de band De Hotdogs oprichtte, die later opging in Kopna Kopna. Terwijl hij in deze band speelde, studeerde hij aan het Koninklijk Conservatorium in Den Haag klassiek slagwerk. Naast zijn opleiding aan het conservatorium volgde hij diverse spel- en bewegingslessen op de muziektheaterafdeling.
In 2005 stopte Kopna Kopna en sloot Elstgeest zich, met studie- en oudbandgenoten Bo Koek en John van Oostrum aan bij De Veenfabriek, onder de naam Touki Delphine, waarmee zij zich richtten op muziektheater. Daarnaast speelde hij in diverse theaterproducties. Als muzikant opereerde hij in deze tijd voornamelijk op de achtergrond, onder meer als gastmuzikant bij Alamo Race Track en als drummer bij Ghost Trucker, een zij-project van Roald van Oosten van Caesar.
In 2010 bracht hij, onder de naam Eckhardt zijn solodebuut Big blue yonder uit, waarop hij zich liet horen als singer-songwriter van Americananummers. Op het album werd hij bijgestaan door Touki Delphine, andere medewerkers van De Veenfabriek en muzikanten, die meegewerkt hebben aan de albums van Alamo Race Track en awkward i.

## Discografie

### MetKopna Kopna
- Trouble Sweet Tune - CDS, 2001
- Like You - CD, 2004

### Als gastmuzikant
- Black Cat John Brown van Alamo Race Track - CD, 2006 (marimba)
- The grand mystique van Ghost Trucker - CD, 2006 (drums)

### Solo
- Big blue yonder - CD, 2010 als Eckhardt

### MetThe House
- Why Don't You Dance - album, 2017
- If We Cannot Talk - album, 2023

## Hitlijsten

### Albums
| Album met eventuele hitnotering(en) in de Nederlandse Album Top 100 | Datum van verschijnen | Datum van binnenkomst | Hoogste positie | Aantal weken | Opmerkingen |
| ------------------------------------------------------------------- | --------------------- | --------------------- | --------------- | ------------ | ----------- |
| Big blue yonder                                                     | 12-04-2010            | 01-05-2010            | 73              | 1            |             |